# James S. Pula
James S. Pula (* 18. Februar 1946 in Utica, New York) ist ein amerikanischer Historiker, Professor, Autor polnischer Abstammung.
Er ist Professor an der Purdue University Northwest und spezialisiert sich auf ethnische und Immigrationsstudien sowie auf die amerikanische Geschichte des 19. Jahrhunderts. Er ist Präsident der Polish American Historical Association und Herausgeber von Polish American Studies: A Journal of Polish American History and Culture. 

## Werke
- United we stand : the role of Polish workers in the New York Mills Textile Strikes, 1912 and 1916, New York: Columbia University Press, 1990.
- Polish democratic thought from the Renaissance to the Great Emigration : essays and documents, ed. with an introd. by M. B. Biskupski & James S. Pula, Boulder: East European Monographs – New York: Columbia Univ. Press, 1990.
- Heart of the nation : Polish literature and culture, Vol. 3: Selected essays from the fiftieth anniversary International Congress of the Polish Institute of Arts and Sciences of America, ed. by James S. Pula & M. B. Biskupski; with an introd. Thomas J. Napierkowski, Boulder, Colo.: East European Monographs, 1993.
- Thaddeus Kościuszko : the purest son of liberty, New York: Hippocrene Books, 1999.
- Engineering American independence: Tadeusz Kościuszko’s role in the Northern campaign, New Britain, CT: Polish Studies Program Central Connecticut State University, 2000.
- The origins of modern Polish democracy, ed. by M. B. B. Biskupski, James S. Pula, Piotr J. Wróbel, Athens: Ohio University Press, 2010.
- The Polish American encyclopedia, gen. ed.: James S. Pula, Jefferson, N.C. - London: McFarland, 2011.

| Personendaten    | Personendaten                |
| ---------------- | ---------------------------- |
| NAME             | Pula, James S.               |
| KURZBESCHREIBUNG | US-amerikanischer Historiker |
| GEBURTSDATUM     | 18. Februar 1946             |
| GEBURTSORT       | Utica, New York              |